# Mieczysław Chmielewski (prawnik)
Mieczysław Hieronim Chmielewski (ur. 30 września 1898 w Gnieźnie, zm. 14 lutego 1983 w Londynie) – polski prawnik, działacz niepodległościowy, społeczny i gospodarczy, kapitan Wojska Polskiego, radca Izby Przemysłowo-Handlowej w Katowicach w 1935 roku. 

## Życiorys
Syn Piotra i Marii z Zakrzewskich. Uczęszczał do gimnazjum w Gnieźnie, gdzie wstąpił w szeregi konspiracyjnego Towarzystwa Tomasza Zana, a w latach 1915–1916 pełnił funkcję prezesa tej organizacji. Organizował grupy „Strzelca” oraz kierował w Gnieźnie Tajną Organizacją Niepodległościową. W 1916 powołany do wojska niemieckiego, w 1919 po uzyskaniu przez Polskę niepodległości wstąpił do WP. Uczestniczył w II i III powstaniu śląskim. Był jedną z głównych osób w Centrali Wychowania Fizycznego Górnego Śląska i zastępcą szefa sztabu Grupy Wschód. Podjął studia z prawa i ekonomii w Poznaniu i Berlinie. Dyplom magistra praw uzyskał na Uniwersytecie Poznańskim, a w 1925 zdał egzamin sędziowski i rozpoczął praktykę adwokacką w Poznaniu. Konsultant w dziedzinie prawa międzynarodowego i niemieckiego w latach 1926–1939. Sprawował funkcję prezesa Klubu Powstańców Śląskich oraz Okręgu Śląskiego Koła Adwokatów RP, a także członka Naczelnej Rady Adwokackiej. Był radcą prawnym Wspólnoty Interesów Górniczo-Hutniczych SA w Katowicach, prezesem zakładu Elektro SA. W latach 1937–1939 pełnił funkcję przewodniczącego Zarządu Okręgu Śląskiego ZHP. W tym okresie, choć uważał się za piłsudczyka, to jednocześnie obok Michała Grażyńskiego, Bohdana Hulewicza, Mieczysława Palucha czy Ignacego Nowaka należał do przedstawicieli tzw. polskiej myśli zachodniej.
Aresztowany w 1941 i więziony przez sowietów. W chwili formowania Polskich Sił Zbrojnych w ZSRR zgłosił swój akces i w stopniu kapitana został przydzielony do 8 pułk artylerii lekkiej (PSZ). Uczestnik kampanii włoskiej. Podczas pobytu na Bliskim Wschodzie w Tel Awiwie został przewodniczącym Komitetu Szkolnego i Koła Przyjaciół Harcerzy. W okresie 1942–1943 był członkiem Rady ZHP na Środkowym Wschodzie.
Po II wojnie pozostał na emigracji i zamieszkał w Londynie. Działał w Polskim Ośrodku Społeczno-Kulturalnym, był sekretarzem zarządu, wydawcą, autorem tekstów i dystrybutorem biuletynu ośrodka. Pełnił także funkcję zastępcy prezesa Instytutu Wschodniego „Reduta”. Był współzałożycielem, wydawcą i przewodniczącym redakcji pisma Eastern Quaterly. Członek Rady Narodowej Rzeczypospolitej Polski w Londynie, członek Głównej Komisji Skarbu Narodowego, wiceprzewodniczący Ligi Niepodległości, członek International Law Association, Instytutu Badania Spraw Narodowych, Związku Pisarzy na Obczyźnie, w którym był fundatorem licznych nagród literackich. Pisywał dla prasy angielskiej.

## Ordery i odznaczenia
- Krzyż Komandorski Orderu Odrodzenia Polski – 11 listopada 1936 „za zasługi na polu gospodarczym”[11]
- Krzyż Niepodległości 16 września 1931 „za pracę w dziele odzyskania niepodległości”[12][13]
- Krzyż Oficerski Orderu Odrodzenia Polski – 27 listopada 1929 „za zasługi na polu pracy społecznej, narodowej oraz nad przyłączeniem Górnego Śląska do Państwa Polskiego”[14]
- Krzyż Walecznych[15]
- Krzyż na Śląskiej Wstędze Waleczności i Zasługi[15]

15 listopada 1928 major Jan Józef Ludyga-Laskowski sporządził wniosek na odznaczenie Mieczysława Chmielewskiego Orderem Virtuti Militari za działalność w trakcie plebiscytu i III powstaniu śląskim, lecz nie został on rozpoznany.

## Publikacje
- Cech ślusarski i puszkarski w Warszawie w XVIII-ym Wieku Warszawa 1927 Drukarnia Zrzeszenia Samorządów Powiatowych w Warszawie.
- Argumenty pisane krwią (1931).
- Ku nowym kresom zachodnim (wyd. Komisja Wydawnictw Ośrodka Oficerskiego – Tel Awiw (1943), pod pseudonimem Mieczysław Grzymała.
- The problem of compensation for victims of national persecution (Londyn 1958).